# Tommy Gun
«Tommy Gun» es el séptimo sencillo de la banda punk The Clash y el primero de su segundo álbum, Give 'Em Enough Rope.

## Estilo y letra
Joe Strummer, el autor de la letra, dijo con el tiempo que ideó la canción pensando en la satisfacción que les causaría a los terroristas leer en los periódicos las noticias de sus asesinatos, tanto como a los actores les causa satisfacción leer las críticas de sus películas. La canción finaliza con la frase «if death comes so cheap, then the same goes for life» (en español: «si la muerte vale tan poco, entonces lo mismo sucede con la vida»).
Carl Barât, líder de Dirty Pretty Things y exmiembro de The Libertines, escribió para la emisión de «Tommy Gun» con Singles Box:

["Tommy Gun"] es un producto del clima volátil de los setentas por todas las referencias a organizaciones terroristas como Baader-Meinhof y las Brigadas Rojas. Es como una adaptación punk de la canción "Revolution" de The Beatles.

En materia musical, la batería de Topper Headon emula el sonido de una ametralladora y las guitarras de Mick Jones y Strummer se oyen con mucha distorsión.